# Kristýna Norská
Kristýna Norská (staroseversky Kristín Hákonardóttir, 1234 – 1262, Sevilla) byla norská princezna provdaná do Kastílie. Jejím jménem dnes funguje nadace a oboustranná spolupráce mezi Norskem a Španělskem.

## Život

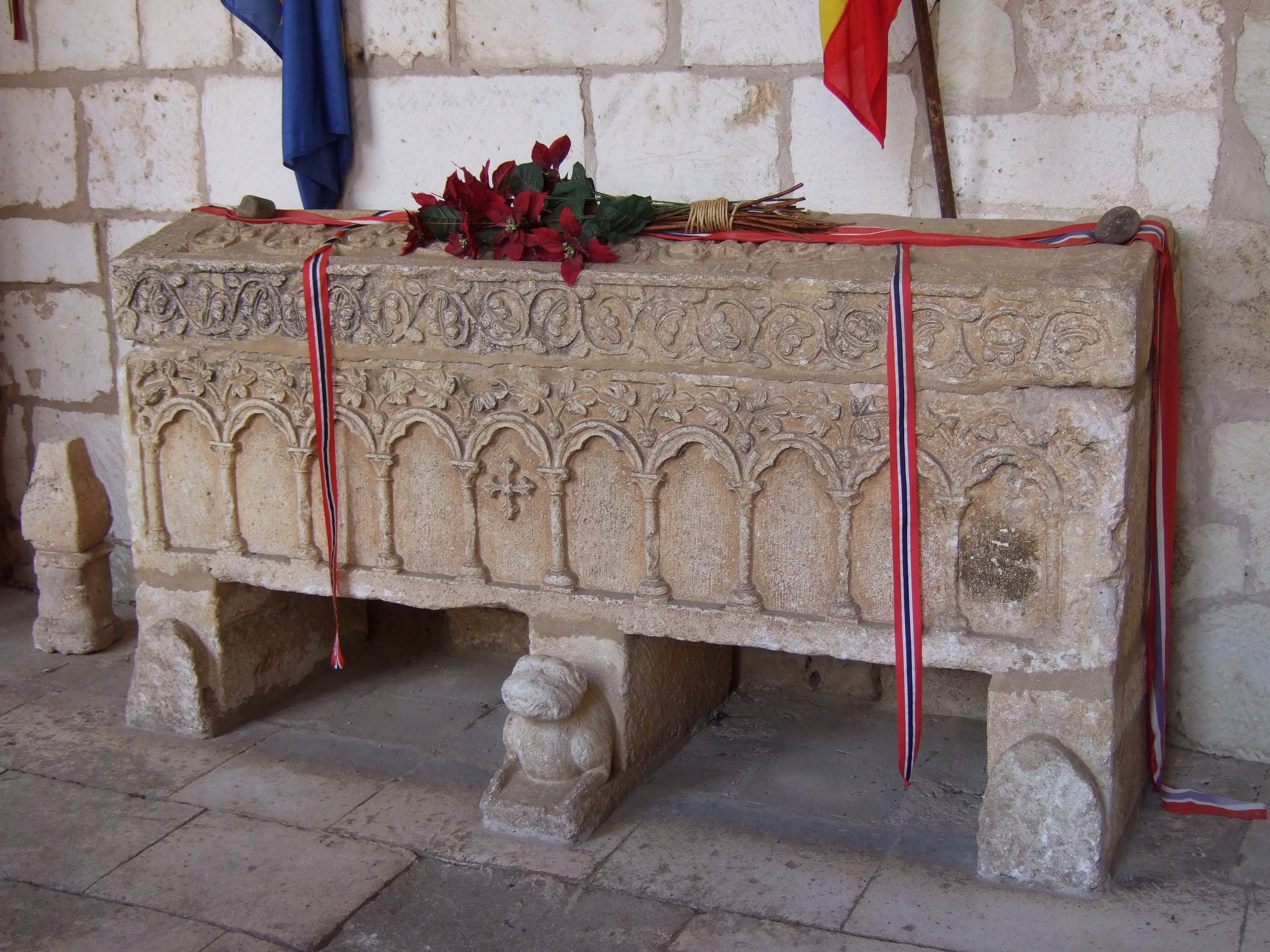
Kristýnina tumba (klášter Covarrubias)

Kristýna byla dcerou norského krále Haakona IV. a jeho ženy Markéty. Roku 1251 byla zasnoubena s Vasilem Alexandrovičem, synem novgorodského knížete Alexandra Něvského. Ze zasnoubení sešlo.
Roku 1255 se v daleké Kastílii objevilo norské poselstvo vedené touhou po upevnění obchodních a politických kontaktů a o rok později se vyslanci vrátili v doprovodu Kastilců na dvůr Haakona IV. Podle kronikářů se jednalo o svatbě Kristýny s kastilským králem Alfonsem X., který již ženatý byl, ale manželka mu zatím nedala následníka trůnu a krále to velmi rmoutilo.
Když dorazila Kristýna v prosinci 1257 na kastilský dvůr, byla prý královna Violanta konečně těhotná a Alfons se tak styděl, že povolil mladšímu bratrovi Filipovi vzdát se církevní kariéry a oženil jej s norskou princeznou.Ve skutečnosti se od počátku jednalo o manželství Kristýny s některým z Alfonsových bratrů. V létě 1257 opustila Norsko a cestovala přes Anglii, Francii a Aragonii, kde se jí podle islandské legendy pokoušel umluvit k sňatku jejím skandinávským půvabem zcela oslněný král Jakub. Na vánoční svátky se setkala s rodinou kastilského krále. Sňatek s Filipem, milovníkem loveckých výprav, se konal 31. března 1258. Manželství bylo bezdětné, Kristýna o čtyři roky později zemřela. Byla pohřbena v klášteře v Covarrubias.